# مقتل عبد الرحيم الحويطي
حادثة مقتل عبد الرحيم الحويطي هي حادثة قُتل فيها عبد الرحيم الحويطي أو عبد الرحيم أحمد محمود الحويطي، وهو مواطن سعودي رفض تهجيره من منزله مع باقي أهالي القرية. حتى تقيم الحكومة السعودية مشروع نيوم مكان منازلهم، فقُتل في الثالث عشر من أبريل 2020، واتهمت الحكومة بتصفيته.

## خلفية
يمتد مشروع نيوم، الذي أُطلق يوم 24 أكتوبر/تشرين الأول 2017، على مساحة 26 500 كلم2 في منطقة تبوك على ساحل البحر الأحمر، وخصص له صندوق الاستثمارات العامة السعودي ميزانية قدرها 500 مليار دولار، على أن يضع المشروع آخر لبناته في مدة أقصاها 50 عاما.
تشير التقديرات إلى أن 20.000 شخص سيضطرون إلى الانتقال لاستيعاب المدينة المخطط لها. في إطار بناء مرافق مشروع نيوم، والذي تطلب إخلاء قرية الخريبة بمنطقة تبوك شمال غربي السعودية من سكانها، وتقديم تعويضات. وقد صرحت قبيلة الحويطات، وهم من السكان الأصليين في المنطقة، إنهم لا يعارضون المدينة نفسها، بل يعارضون الطرد القسري والعنف اللاحق.
في 13 أبريل/نيسان 2020 ، نشر عبد الرحيم الحويطي مقاطع فيديو على الإنترنت يُعلن فيها أن قوات الأمن السعودية كانت تحاول إخلائه هو وأعضاء آخرين من قبيلة الحويطات من وطنهم التاريخي لإفساح المجال لتطوير مدينة نيوم. قال عبد الرحيم الحويطي في مقاطع الفيديو إنه سيتحدى أوامر الإخلاء، رغم أنه توقع أن تزرع السلطات السعودية أسلحة في منزله لتجريمه.وفي وقت لاحق، أطلقت عليه قوات الأمن السعودية النار وقتلته بزعم أنه فتح النار عليهم.

## التوثيق
تمكن الحويطي قبل قتله من توثيق رفضه للتهجير مقابل التعويضات، وإصراره على البقاء في منزله، حتى تواجد قوات الأمن السعودية حول منزله، قائلاً إنّ أي مواطن لا يسلم بيته لهم تأتيه قوات المباحث والطوارئ للتصرف معه بالقوة .
وفي مقطع آخر، قال الحويطي إنّ ضابطاً يُدعى عبدالله الربيعه حضر مع عناصره لإجباره على الرحيل عن منزله، وقاموا بأخذ قياسات المنزل، كاشفاً عن أنّه يملك صكاً شرعياً يُثبت ملكيته للمنزل والأرض. كما توقع الحويطي أن تقوم حكومة بن سلمان بتصفية:

## ردود الأفعال
تفاعل نشطاء مع هذه الجريمة عبر وسم #إستشهاد_ عبدالرحيم_ الحويطي، حيث نشر حساب علياء الحويطات فيديو للشهيد عبد الرحيم قبل إستشهاده، معلقة عليه بالقول، «عبدالرحيم لم يستشهد فقط لأجل أرضه فمثله من الرجال هم صمام أمان الأمة الذي يحفظ دينه وارضه من خيانة عميل نصبه الإستعمار ينهب ارضنا ويدنس مقدساتنا ويجعلها وكر دعارة ومرتع للإسرائيليين!».
عارضت علياء الحويطي، ناشطة حقوقية والمقيمة في لندن وتنتمي لقبيلة الحويطات، النسخة الرسمية من الأحداث ، مشيرةً إلى أنه لا يمتلك أسلحة نارية.
في 10 أغسطس 2020، بعث عدد من المقررين الخاصين للأمم المتحدة برسالة إلى المملكة العربية السعودية بشأن قضية القتل التعسفي للمواطن عبد الرحيم الحويطي.

## الرواية الرسمية السعودية
صرح المتحدث الرسمي لرئاسة أمن الدولة في السعودية بمقتل عبد الرحيم الحويطي ووصفته بـ «المطلوب لدى الجهات الأمنية (…) الذي بادر بإطلاق النار تجاه رجال الأمن، ولم يستجب لكل الدعوات التي وجهت له لتسليم نفسه»، وكان ذلك بعد تبادل إطلاق النار بينه وبين رجال الأمن الذين طوقوا منزله في محاولة لإلقاء القبض عليه بسبب رفضه ترك منزله، مما أدى إلى مقتله وإصابة اثنين من رجال الأمن.
وحسب المتحدث الرسمي، أنه أثناء قيام الجهة المختصة بمهام القبض على الحويطي بمنزله في منطقة تبوك، بادر بإطلاق النار تجاه رجال الأمن، وكان خلف سواتر من أكياس رملية في أعلى المبنى، ورغم دعوات رجال الأمن وأحد أشقائه له بتسليم نفسه، استمر في إطلاق النار وإلقاء زجاجات حارقة، ما نتج عنه ردة فعل الأمن بقتله وإصابة اثنين من رجال الأمن، وبعد تفتيش الموقع وجدوا بداخله رشاش، ومسدس، وبندقية، وساكتون هوائية، و33 طلقة رشاش حية، و12 طلقة بندقية حية، وصندوق بداخله يحتوي على 13 زجاجة حارقة. في حين تنبأ الحويطي بهذه الرواية قبل وفاته.

## الدفن
سلمت السلطات السعودية جثة عبد الرحيم الحويطي لذويه بعد ضغط على منصات التواصل الاجتماعي، وسمحت بدفنه في قريته، بعد أن رفضت ذلك مسبقا. وكان وسم "أين جثة عبد الرحيم الحويطي؟" قد انتشر على صفحات تويتر بعد أن أعلن جهاز أمن الدولة السعودي مقتل الحويطي في 15 أبريل.